# Dlouhý hřeben
Dlouhý hřeben (německy Langerberg) je hřeben v České republice ležící v Krkonoších. Je to nejvyšší samostatný vrchol vrchol obce Horní Maršov, ovšem ne nejvyšší bod. Ten se totiž nachází na úpatí Lysečinské hory.

## Poloha
Severojižně orientovaný Dlouhý hřeben se nachází ve východní části pohoří Krkonoš asi 7 km jihovýchodně od nejvyšší hory Sněžky. Je asi 4,5 km dlouhý. Na severu ho sedlo Cestník odděluje od o něco vyššího Pomezního hřebenu, na jihu je nad obcí Horní Maršov zakončen dvojicí vrcholů (Stará hora a Špičák). Kromě severního napojení na Pomezní hřeben jsou svahy Dlouhého hřebenu prudké a s velkým převýšením. Západní svahy spadají do Krakonošova údolí, východní pak do údolí Horních a Dolních Lysečin. Dlouhý hřeben se nachází na území Krkonošského národního parku.

## Vrcholy
Hlavní vrchol, tj. nejvyšší bod hřebenu, se nachází přibližně ve třetině jeho severní délky, ve výšce 1085 m. Asi 1 km od hlavního vrcholu a 400 m před sedlem Cestník se nachází vedlejší vrchol, pojmenovaný autory projektu Tisícovky Čech, Moravy a Slezska jako Dlouhý hřeben - S vrchol (1031 m, souřadnice 50°42′25″ s. š., 15°49′11″ v. d.).

## Vodstvo
Na jihozápadním úbočí Lysečinské hory pramení dnes bezejmenný potok dříve německy nazývaný Plader Bach. Ten poté teče jižním směrem podél západního svahu Dlouhého hřebenu do Spáleného Mlýna, kde se zleva vlévá do Malé Úpy. Ta poté pokračuje stejným směrem do Temného Dolu, kde se rovněž zleva vlévá do Úpy. Ta následně obtéká jižní zakončení hřebenu. V Horním Maršově se do ní také zleva vlévá Lysečinský potok, který pramení severovýchodně od sedla Cestníku a po celé délce lemuje východní svah Dlouhého hřebenu.

## Vegetace
Původní monokulturní smrčiny jsou na mnoha místech hřebenu vykáceny. Místo nich se zde nacházejí zvolna zarůstající paseky.

## Komunikace
Pro běžný silniční provoz uzavřená zpevněná komunikace z Malé Úpy do Horních Albeřic prochází přes sedlo Cestník na severní zakončení Dlouhého hřebenu. Jinak se na něm vyskytují pouze lesní cesty. Po zmíněné komunikaci je vedena červeně značená Cesta bratří Čapků z Pomezních Bud do Trutnova a zimní běžkařská Krkonošská magistrála. Po západním svahu je vedena modře značená turistická trasa 1818 Cestník - Soutok Úp a zeleně značená trasa 4250 ze Spáleného Mlýna do Horního Maršova. Po východním svahu je vedena žlutě značená trasa 7222 z Cestníku do Horních Lysečin. Přímo po hřebenu žádná turistická trasa nevede.

## Stavby

### Červený kříž
V jižní části Dlouhého hřebenu se mimo turistické trasy nachází tzv. Červený kříž. Jedná se o kříž z načerveno natřených dřevěných trámů, který navazuje na křížovou cestu na Staré hoře. Stál zde nejméně od 18. století na pomyslném rozhraní čtyř dříve samostatných obcí. V Temném Dole, Lysečinách, Malé a Velké Úpě horalé vyprávěli čtyři rozdílné příběhy k jeho založení. Podle pověsti z Malé Úpy museli do zřízení vlastního hřbitova v roce 1788 tamní obyvatelé dopravovat zesnulé na hřbitov v Horním Maršově. Jednou je při cestě přes Dlouhý hřeben zastihla vánice a oni museli nechat rakev na místě, kde pak dlouho ležela pod sněhem. Na tom místě byl poté vztyčen Červený kříž. V Lysečinách se podle tamního rodáka Gustava Hofmanna tradoval příběh, podle kterého byla důvodem vztyčení kříže násilná smrt lysečinské dívky. Podle babičky Theodory Kavanové rozené Ettrichové z Temného Dolu právě tady hajný zastřelil místního pytláka. Po roce 1980 původní kříž spadl a na jeho místě někdo vztyčil jednoduchý křížek z netesané tyčoviny. Roku 1994 se uvažovalo o jeho obnově, ale místo toho byl výše na hřebeni, asi o 700 metrů severněji, vztyčen Nový Červený kříž. Roku 2006 i provizorní křížek zmizel. Obnovení památného Červeného kříže iniciovala Hradní společnost Aichelburg v roce 2009. Křížek byl v roce 2010 obnoven podle historické fotografie zachycující jeho podobu v roce 1935. Místo ploché plechové postavy Ježíše Krista byla umístěna stylizovaná podoba z dubových desek.

### Nový Červený kříž
V důsledku imisní kalamity v 80. letech 20. století byl na mnoha místech v Krkonoších zničený les. Obnažený zůstal i Dlouhý hřeben mezi Malou Úpou a Lysečinami. V roce 1994 byl vztyčen osmimetrový Nový Červený kříž v tehdy zcela odlesněném sedle mezi dvěma vrcholy Dlouhého hřebene s přáním, aby se brzy ztratil zarostlý v novém lese, což se během následujících dvaceti let vyplnilo.

### Československé opevnění
V druhé polovině třicátých let byla napříč jižní částí Dlouhého hřebenu v rámci výstavby československého opevnění budována linie lehkého opevnění vz. 37. Výstavba nebyla díky Mnichovské dohodě dokončena, dobudované objekty se nacházejí zejména na východním svahu. V budoucnu se zde měla nacházet i linie těžkého opevnění, ale její výstavba nebyla zahájena.

### Ostatní
Jiné významnější stavby se na Dlouhém hřebenu nenacházejí. Severní část přetíná za pomoci výškově výrazných ocelových příhradových stožárů elektrické vedení 35 kV.